# Kawasaki Typ 88
Der Kawasaki Typ 88 (auch: Heerestyp 88 oder KDA-2) war ein japanisches Aufklärungsflugzeug und leichter Bomber, der ab 1925 von der Firma Kawasaki entwickelt wurde.

## Entwicklung
Das Flugzeug entstand in der zweiten Hälfte der 1920er Jahre als Reaktion auf die Forderung der Heeresluftstreitkräfte nach einem Aufklärer als Konkurrenzentwurf zur Mitsubishi 2MR. Für die Konstruktion zeichnete der als Chefkonstrukteur bei Kawasaki tätige deutsche Ingenieur Richard Vogt verantwortlich. 1927 wurden drei firmenintern als KDA-2 (KDA = Kawasaki Dockyard, Army) bezeichnete Prototypen gebaut. Nach Abschluss der werkseigenen und offiziellen Tests erging der Beschluss, das Muster als Heerestyp 88 Modell I Aufklärer Doppeldecker in die Serienfertigung zu geben. Anschließend entstand eine verbesserte Ausführung mit überarbeiteter Motorverkleidung und geänderter Seitenflosse, die als Heerestyp 88 Modell II Aufklärer Doppeldecker ebenfalls in Serie ging. Ein Teil der Produktion wurde zu Tachikawa verlagert, wo 187 der insgesamt 707 bis 1931 gebauten Flugzeuge entstanden.
1929 erschien die aus dem Typ 88 Modell II abgeleitete Bomberausführung Heerestyp 88 Leichter Bomber, die bis 1932 in 407 Exemplaren gebaut wurde. Eine als KDC-2 benannte Transportversion mit einer geschlossenen Kabine für vier Passagiere hinter der Pilotenkanzel wurde in nur zwei Exemplaren gebaut und ging nicht in die Serienfertigung. Eines davon war als Wasserflugzeug mit zwei Doppelschwimmern ausgeführt.
Der Typ 88 kam unter anderem während der Mandschurei-Krise zwischen China und Japan zum Einsatz. Die letzten Einsätze erfolgten 1937 in der Anfangsphase des Krieges zwischen China und Japan, danach wurde das Muster aus der vordersten Linie zurückgezogen.

## Aufbau
Der Typ 88 ist ein einstieliger, halbfreitragender Doppeldecker in Metallbauweise. Den Rumpf bildet ein metallenes Fachwerkgerüst mit rechteckigem Querschnitt und Stoffbespannung. Ober- und Unterflügel bestehen ebenfalls aus einem mit Stoff bespannten Metallgerüst. Sie sind untereinander durch je eine I-Strebe pro Seite miteinander verbunden, zu der noch eine diagonale Strebe kommt, die vom Anschlusspunkt des I-Stiels am oberen Flügel zu dem des Unterflügels an der Rumpfunterkante verläuft. In den oberen als auch unteren Tragflächen befinden sich Querruder, die beiderseits durch je eine Strebe verbunden sind. Das Leitwerk wird wie das Tragwerk aus einem stoffbespannten Metallgerippe gebildet, wobei die Höhenflosse durch je eine V-Strebe pro Unterseite zum Rumpf hin abgestützt ist. Sowohl Seiten- als auch Höhenruder sind ausgeglichen. Das starre Fahrwerk besteht aus zwei mit Drähten ausgekreuzten dreieckigen Blechträgern, die nicht durch eine Achse miteinander verbunden sind und an deren Enden die beiden Haupträder befestigt sind. Am Heck befindet sich ein Schleifsporn.

## Technische Daten
| Kenngröße             | Daten (Typ 88 Modell I)                                                                                           | Daten (Typ 88 Modell II) |
| --------------------- | --- | --- |
| Besatzung             | 2 | 2 |
| Länge                 | 11,56 m | 11,56 m |
| Spannweite            | 15,2 m (oben) 13,34 m (unten)                                                                                     | 15,2 m (oben) 13,34 m (unten)                                                                                               |
| Höhe                  | k. A. | k. A. |
| Flügelfläche          | 48,2 m² | 48,2 m² |
| Flächenbelastung      | 62,2 kg/m² | 56,2 kg/m² |
| Leistungsbelastung    | 6,6 kg/PS | 6 kg/PS |
| Flächenleistung       | 9,3 PS/m² | 9,3 PS/m² |
| Rüstmasse             | 1760 kg | 1580 kg |
| Zuladung              | 1240 kg | 1120 kg |
| Startmasse            | 3000 kg | 2700 kg |
| Antrieb               | ein flüssigkeitsgekühlter Zwölfzylinder-V-Motor                                                                   | ein flüssigkeitsgekühlter Zwölfzylinder-V-Motor                                                                             |
| Typ                   | BMW VI (Lizenz Kawasaki)                                                                                          | BMW VI (Lizenz Kawasaki) |
| Leistung              | 600 PS (441 kW)                                                                                                   | 600 PS (441 kW) |
| Höchstgeschwindigkeit | 220 km/h | 230 km/h |
| Landegeschwindigkeit  | 95 km/h | 95 km/h |
| Steigzeit             | 4,8 min auf 1000 m 25,7 min auf 3000 m 35,3 min auf 5000 m                                                        | 15 min auf 3000 m 25 min auf 5000 m                                                                                         |
| Gipfelhöhe            | 6500 m | 6500 m |
| Reichweite            | 750 km | 900 km |
| Bewaffnung            | ein starres, synchronisiertes Typ 89 7,7-mm-MG Modell 2 ein bewegliches Typ 89 7,7-mm-MG Modell 1 auf Drehlafette | ein starres, synchronisiertes Typ 89 7,7-mm-MG Modell 2 ein bewegliches Typ 89 7,7-mm-Zwillings-MG Modell 1 auf Drehlafette |
| Abwurfmunition        | 250 kg Bomben an Unterflügelstationen                                                                             | k. A. |